# Amblypodia mimetta
Amblypodia mimetta är en fjärilsart som beskrevs av Butler. Amblypodia mimetta ingår i släktet Amblypodia och familjen juvelvingar. Inga underarter finns listade i Catalogue of Life.